# قلعه تپه لارکوه
قلعه تپه لارکوه مربوط به دوران‌های تاریخی پس از اسلام است و در شهرستان دامغان، روستای چهارده واقع شده و این اثر در تاریخ ۱۸ آبان ۱۳۷۸ با شمارهٔ ثبت ۲۴۸۷ به‌عنوان یکی از آثار ملی ایران به ثبت رسیده است.